# Jan Adam de Garnier
Jan Adam de Garnier właściwie: Johann Adam de Garnier (ur. 2 lutego 1613 r. w Ensisheim (Alzacja), zm. 11 listopada 1680 w Głębowicach) – śląski arystokrata i dowódca wojskowy, działacz kontrreformacji, fundator klasztorów i kościołów na Dolnym Śląsku, przyczynił się do rekatolicyzacji regionu.

## Życiorys
Wychowany w bardzo religijnej rodzinie katolickiej, studiował filozofię u jezuitów. Jego motto życiowe brzmiało: TIME DEUM, HONORA PRINCIPEM (Boga się lękaj, księcia szanuj). W 1640 r. wraz ze swym bratem bliźniakiem Henrykiem wstąpił do armii cesarskiej, którą dowodził marszałek Melchior von Hatzfeldt z Hesji (który później został jego przyjacielem i protektorem). Wojna trzydziestoletnia pozwoliła mu wykazać talent wojskowy i oddanie Lidze Katolickiej, za co otrzymał stopień pułkownika rajtarów i 23 listopada 1652 r. w Ratyzbonie cesarz Ferdynand III Habsburg nadał mu tytuł barona i tzw. polepszenie herbu poprzez dodanie dwugłowego czarnego orła cesarskiego. 1664 został mianowany tytularnym generałem feldwachtmeistrem.
Dzięki zebranemu majątkowi nabył w 1661 i 1664 r. na Śląsku dobra ziemskie w Księstwie wołowskim (12 wsi, m.in. Lubiel - gdzie zamieszkał, Łoźnica, Trzcinica Wielka i Mała, Głębowice, Turzany, Czaplewo, Czaplice, Białawy Wielkie, Jelenin, Pawłoszewo i Czaplinek). Jego majątek szacowano na 13 000 mórg. 
Od 4 lutego 1676 r., kiedy zaczął miesięczną kurację w Cieplicach i zatrzymał się na nocleg w klasztorze karmelitów w Strzegomiu, nawiązał bliski kontakt z duchowością karmelicką i stał się największym dobrodziejem karmelitów na Śląsku. Finansował rozbudowę klasztoru w Strzegomiu oraz ufundował trzy nowe klasztory karmelitów w miejscowościach: Głębowice (klasztor w Głębowicach), Wołów (kościół św. Karola Boromeusza w Wołowie) i Kożuchów. Pod koniec życia J. de Garnier wstąpił jako brat Chrystoforus do największego z ufundowanych przez siebie klasztorów w Głebowicach. Przebywał tam jako brat świecki aż do swej śmierci. Został pochowany w krypcie kościoła klasztornego p.w. św. Eliasza (obecnie p.w. NMP z Góry Karmel). 
Obecnie jego imieniem nazwano szkołę podstawową w Głębowicach, pobliski społeczny rezerwat przyrody i ośrodek rekolekcyjny w budynku byłego klasztoru w Głębowicach ("Garnierówka").